# Ásgeir Gunnar Ásgeirsson
Asgeir Gunnar Asgeirsson (ur. 3 czerwca 1980) – islandzki piłkarz grający na pozycji pomocnika. Mierzy 178 cm wzrostu. Obecnie jest zawodnikiem klubu Fram.

## Kariera piłkarska
Asgeirsson profesjonalną karierę zaczynał w klubie Stjarnan. Próbował szczęścia w Australii (Maroondah Arrows, Croydon City Arrows) i USA (Furman Paladins). W 2002 roku dołączył do Hafnarfjarðar. Spędził w tym klubie dziesięć sezonów i rozegrał niemal 150 meczów ligowych. Od 2012 roku jest graczem innego islandzkiego klubu − Fram.

## Kariera reprezentacyjna
W reprezentacji Islandii zadebiutował 12 września 2007 roku w meczu eliminacji ME z Irlandią Północną. Do tej pory rozegrał w niej trzy mecze (stan na 11 kwietnia 2013).
| Mecze i gole w reprezentacji | Mecze i gole w reprezentacji | Mecze i gole w reprezentacji | Mecze i gole w reprezentacji | Mecze i gole w reprezentacji | Mecze i gole w reprezentacji | Mecze i gole w reprezentacji |
| #                            | Data                         | Stadion                      | Rywal                        | Wynik                        | Gol                          | Rozgrywki                    |
| 2007                         | 2007                         | 2007                         | 2007                         | 2007                         | 2007                         | 2007                         |
| ---------------------------- | ---------------------------- | ---------------------------- | ---------------------------- | ---------------------------- | ---------------------------- | ---------------------------- |
| 1.                           | 12.09.2007                   | Reykjavík, Islandia          | Irlandia Północna            | 2:1                          | 0                            | El ME 2008                   |
| 2.                           | 17.10.2007                   | Vaduz, Liechtenstein         | Liechtenstein                | 0:3                          | 0                            | El ME 2008                   |
| 3.                           | 21.11.2007                   | Kopenhaga, Dania             | Dania                        | 0:3                          | 0                            | El ME 2008                   |

## Sukcesy
- Mistrz Islandii: 2004, 2005, 2006, 2008, 2009
- Puchar Islandii: 2007, 2010
- Puchar Ligi Islandzkiej: 2002, 2004, 2006, 2007, 2009
- Superpuchar Islandii: 2005, 2007, 2009, 2010, 2011